# Vabé
Le Vabé (marque commerciale) est une boisson apéritive appartement à la catégorie des vins doux naturels et à l'appellation Rivesaltes contrôlée. 
Inventé en 1948, il possède une robe rougeâtre et titre 16 % d'alcool. Son slogan était « Qui boit Vabé va bien ».
Le Vabé appartient à la société Pernod Ricard et est réalisé sur la site de production de Thuir.